# 9766 Bradbury
9766 Bradbury este un asteroid din centura principală de asteroizi.

## Descriere
9766 Bradbury este un asteroid din centura principală de asteroizi. A fost descoperit pe 24 februarie 1992 la Kitt Peak National Observatory în cadrul proiectului Spacewatch. El prezintă o orbită caracterizată de o semiaxă mare de 2,45 ua, o excentricitate de 0,08 și o înclinație de 1,3° în raport cu ecliptica.